# Dibrivka, Șostka
Dibrivka (în ucraineană Дібрівка) este un sat în comuna Vovna din raionul Șostka, regiunea Sumî, Ucraina.

## Demografie
Componența lingvistică a localității Dibrivka
     Rusă (93,99%)
     Ucraineană (6,01%)
Conform recensământului din 2001, majoritatea populației localității Dibrivka era vorbitoare de rusă (93,99%), existând în minoritate și vorbitori de ucraineană (6,01%).